# Verva ActiveJet Pro Cycling Team
Verva ActiveJet Pro Cycling Team was een wielerploeg die een Poolse licentie had. De ploeg bestond van 2014 tot 2016. ActiveJet Team kwam continentale circuits van de UCI. Piotr Kosmala is de manager van de ploeg. In 2016 was de ploeg een pro-continentaal team. Hierdoor kon het onder andere deelnemen aan de Ronde van Polen.
2014 · 2015 · 2016